# Inženýrská geologie
Inženýrská geologie je aplikovaný obor, který poskytuje projektantům staveb informace o složení a vlastnostech podloží konkrétního území, na kterém je projektována stavba (domy, mosty, silnice, průmyslové stavby, přehrady... ) nebo kde je potřeba zhodnotit nějaké geologické riziko pro společnost (sesuvy, řícení skal, propady terénu kvůli vlivu těžby a mnohé další.)

## Inženýrský geolog
Inženýrský geolog či geoložka je specialista, který zná velmi dobře geologii a její praktické důsledky v krajině a také rozumí požadavkům staveb a zná zákonný rámec, ve kterém stavební práce a ochrana přírody probíhají. V různých zemích má inženýrský geolog různě významné postavení - někde musí splnit podmínky certifikátu ISO, jinde musí být členem cechu, jinde se jedná o zcela volnou profesi. V podmínkách České republiky se jedná o profesi, která probíhá podle zvláštního zákona, kterým je Zákon č. 62/1988 O Geologických pracích. Profesionálním geologem se v České republice může stát pouze uchazeč, který splní náročné odborné kvalifikační předpoklady Ministerstva životního prostředí, včetně studia adekvátní vysoké školy, perfektní praxe pod jiným renomovaným specialistou a úspěšného složení zkoušek. Inženýrskogeologická autorizace se v České republice úplným jménem nazývá Osvědčením odborné způsobilosti projektovat, provádět a vyhodnocovat geologické práce dle zákona č. 62/1988, Sb.
Hlavní cíl pro inženýrského geologa je ochrana životů a majetku proti poškození způsobené geologickými podmínkami.
Samotná práce inženýrského geologa probíhá nejčastěji tak, že nejprve projektant geologovi předloží, co potřebuje pro investora vyprojektovat a na jakém pozemku. Geolog rozhodne na základě vlastní znalosti a erudice, jaké typy sond a v jaké délce budou pro takový projekt potřeba. Pokud se s projektantem a investorem shodnou, může začít průzkum. Geolog si zajistí provedení sond (vrty, rýhy bagrem nebo jiné typy sond) a na získaném vrtném jádře nebo v sondách (válečky zeminy nebo horniny) provádí měření, která pro svůj posudek potřebuje. Vybrané části vrtného jádra odesílá do laboratoře pro přesnější určení fyzikálních vlastností a kontroluje také výskyt a vliv podzemní vody na řešeném stanovišti. Po provedení dostatečného počtu sond získá geolog trojrozměrnou představu o tom, jaké panují v podloží pozemku poměry a pak pomocí grafických programů a textu zhodnotí, jaké mají tyto konkrétní poměry vliv na konkrétní uvažovanou stavbu. V případě, že identifikuje nějaké významné riziko, jako třeba malou únosnost zemin - třeba různých mokrých jílů, mělkou hladinu podzemní vody, poddolování, skládku, riziko sesuvu, citlivost zemin na vliv mrazu a deště nebo třeba i příliš tvrdou horninu, kterou nepůjde běžnými stavebními stroji hloubit, upozorní na to.

### Výsledky práce
Výsledky své práce sepíše do písemného posudku, kterému se říká Podrobný inženýrskogeologický průzkum a který může mít podobu od pár stran (třeba pro rodinný dům) až po mnoho svazků či beden (třeba dálnice, dopravní tunely apod.) Pochopitelně, že s náročností projektu roste i náročnost metod, které inženýrský geolog pro práce potřebuje a součinnost dalších velmi specializovaných profesí s různými kuriózními měřícími přístroji, které zve pro upřesnění některých dílčích výsledků.
Zpracovaný inženýrskogeologický průzkum je potom podkladem pro projektanta a především pro statika, který ze zjištěných fyzikálních hodnot (říkáme geotechnických parametrů) spočítá, jak musejí být provedeny konstrukce, aby vydržely bez poruchy po celou návrhovou životnost stavby a zároveň aby nebyly nehospodárně masivní a tedy i nepodloženě drahé. Následující text nebyl zatím podroben odborné české korektuře.

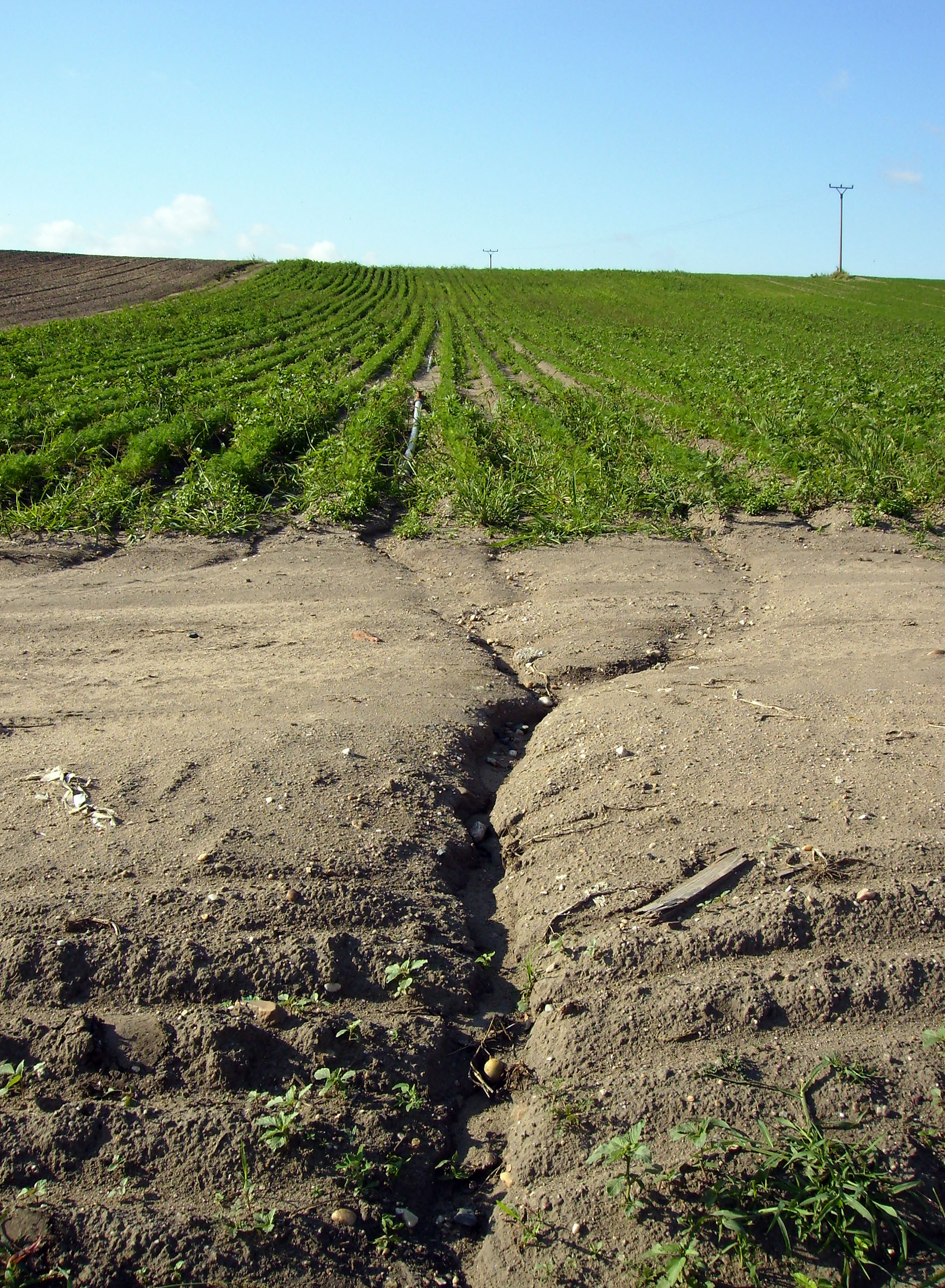
Eroze podpořená nesprávnou orbou

Inženýrsko-geologické studie mohou být prováděny během plánování, analýzy dopadu na životní prostředí, civilních nebo strukturálních inženýrských návrhů, hodnotového inženýrství a nebo konstrukční fáze na veřejných či soukromých pracovních projektech. Také po dokončení konstrukce nebo během forenzní fáze projektu.

## Druhy činností

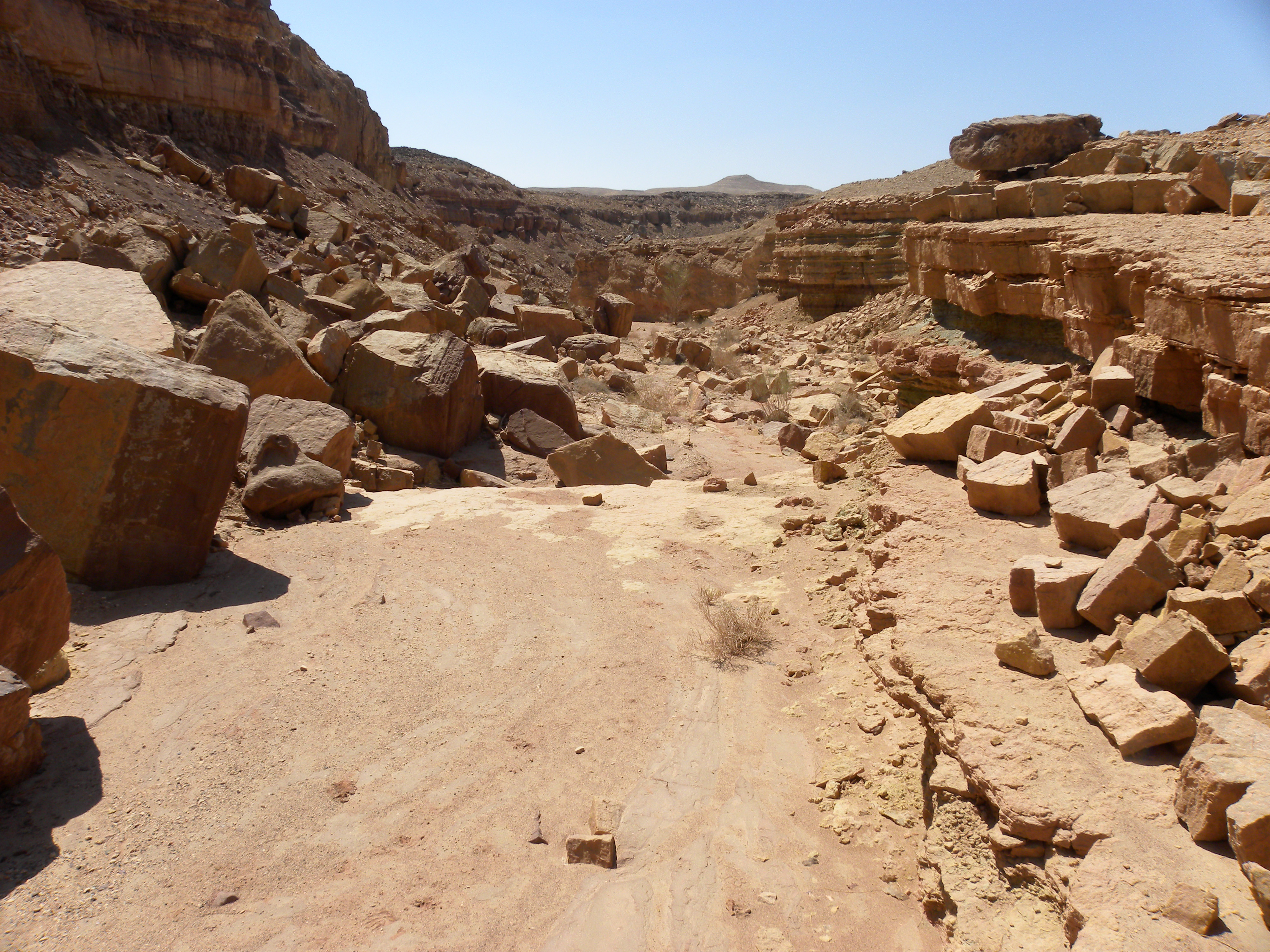
Vádí v poušti Negev

Druh prací, kterým se inženýrští geologové věnují zahrnuje: geologická nebezpečí, geotechniku, vlastnosti materiálů, sesuvy půdy a stabilitu svahu, eroze, odvodnění, povodně, seismické zkoumání a další. Inženýrsko geologické studie mohou být prováděny geologem nebo inženýrským geologem, který je řádně vzdělaný a vycvičený, a který získal potřebné zkušenosti týkající se poznání a interpretace přírodních procesů, porozumění tomu jak tyto procesy ovlivňují lidmi postavené objekty (a naopak) a má velké porozumění, což se týká metod na zmírnění možných nebezpečí, která by mohla vzniknout díky nepříjemným přírodním podmínkám a nebo stavů, za které mohou lidmi postavené objekty.
Praktiky inženýrských geologů jsou také úzce spojeny s praktiky geotechnického inženýrství, půdních mechanismů, environmentální geologie a ekonomické geologie. Pokud se nachází rozdíl v popisu obsahů těchto disciplín, tak se především vyskytuje v aplikování teorie nebo v zkušenosti odborníka.

## Historie
Přestože geologie jako věda existuje už od 18. století, v moderní podobě nebyla inženýrská geologie a její využití rozpoznána jako plnohodnotná vědní disciplína až do pozdní části 19. století a brzkých let 20. století. První kniha nazvaná Inženýrská geologie byla vydána v roce 1880 Williamem Penningem. Na počátku 20. století Charles Berkey, vystudovaný americký geolog, který byl považován za prvního inženýrského geologa, pracoval na několika projektech týkajících se dodávky vody v New Yorku a později pracoval na Hooverově přehradě a množství dalších projektů. První americká učebnice týkající se inženýrské geologie, byla napsána v roce 1914 Riesem a Watsonem. V roce 1925, Karl von Terzaghi, rakouský vystudovaný inženýr a geolog, publikoval svou první práci týkající se půdních mechanismů (v němčině). Terzaghi je znám jako zakladatel půdních mechanismů, ale také měl velký zájem o geologii. Terzaghi považoval půdní mechanismy za odbor patřící pod inženýrskou geologii. Terzaghi společně s Redlichem a Kampem publikovali svou vlastní práci o inženýrské geologii. (také německy)
V roce 1928 se stala nehoda na stavbě přehrady u St. Francis v Kalifornii, kde zahynulo 426 lidí, což vedlo ke zvýšení poptávky po geolozích v oboru inženýrských prací. Během následujících let se stalo více podobných nehod, což vedlo k ještě větší poptávce po geolozích, kteří by pracovali na velkých inženýrských projektech.
V prostředí Československa a celé střední Evropy byl společně s Terzaghim velmi významnou osobností český akademik Quido Záruba, špičkový expert, který stál u zrodu české inženýrskogeologické obce od dob první republiky a který je autorem řady špičkových publikací a učebnic, které jsou i v roce 2020 doposud používány. Na práci akademika Záruby navázal prof. Jaroslav Pašek, který je rovněž autorem desítek špičkových publikací a který je přes svůj úctyhodný věk (>90) i v roce 2020 stále aktivní kapacitou tohoto oboru.
Nejmladší zmínka o definici pojmu „inženýrského geologa“ anebo „profesionálního inženýrského geologa“ je z roku 1951 a byla podána výkonným výborem divize inženýrské geologie z Americké geologické společnosti.